# Greg (Vorname)
Greg ist ein männlicher Vorname.

## Herkunft und Bedeutung
Greg ist die Kurzform des englischen Vornamens Gregory, der wiederum vom Namen Gregor abgeleitet ist; Näheres siehe dort.

## Namensträger
- Greg Abbott (Gregory Wayne Abbott; * 1957), US-amerikanischer Richter und Politiker
- Greg Anthony (* 1967), US-amerikanischer Basketballspieler
- Greg Antonacci (1947–2017), US-amerikanischer Filmproduzent, Drehbuchautor, Filmregisseur und Schauspieler
- Greg Athans (1955–2006), kanadischer Freestyle-Skier und Wasserskiläufer
- Greg Bandy (1951–2025),  US-amerikanischer Jazzmusiker
- Greg Bear (1951–2022), US-amerikanischer Schriftsteller
- Greg Berlanti (* 1972), US-amerikanischer Fernsehproduzent, Drehbuchautor und Regisseur
- Greg Biffle (* 1969), US-amerikanischer Automobilrennfahrer
- Greg Bryk (* 1972), kanadischer Schauspieler
- Greg Daniels (* 1963), US-amerikanischer Drehbuchautor, Produzent und Regisseur
- Greg Davies (* 1968), britischer Komiker und Schauspieler
- Greg Egan (* 1961), australischer Schriftsteller
- Greg Ellis (* 1968), britischer Schauspieler
- Greg Evigan (* 1953), US-amerikanischer Schauspieler
- Greg García (* 1970), US-amerikanischer Fernsehproduzent
- Greg Germann (* 1958), US-amerikanischer Schauspieler und Regisseur
- Greg Ginn (* 1954), US-amerikanischer Gitarrist, Bassist und Sänger
- Greg Graffin (* 1964), US-amerikanischer Sänger, Songwriter und Evolutionsbiologe
- Greg Grunberg (* 1966), US-amerikanischer Schauspieler
- Greg Hetson (* 1961), US-amerikanischer Gitarrist
- Greg Holst (* 1954), österreichisch-kanadischer Eishockeyspieler und -trainer
- Greg Iles (1960–2025), US-amerikanischer Schriftsteller
- Greg Jones (Gregory Francis Jones; * 1953), US-amerikanischer Skirennläufer
- Greg Jones (* 1987), kanadischer Naturbahnrodler
- Greg Jones (* 1989), australischer Tennisspieler
- Greg Kinnear (* 1963), US-amerikanischer Schauspieler
- Greg Kurstin (* 1969), US-amerikanischer Songschreiber, Produzent und Multiinstrumentalist
- Greg Lake (1947–2016), britischer Bassist, Gitarrist, Sänger, Songwriter und Produzent
- Greg LeMond (* 1961), US-amerikanischer Radrennfahrer
- Greg Louganis (* 1960), US-amerikanischer Wasserspringer
- Greg Marinovich (* 1962s), südafrikanischer Fotojournalist und Filmemacher
- Greg Monroe (* 1990), US-amerikanischer Basketballspieler
- Greg Morris (1933–1996), US-amerikanischer Schauspieler
- Greg Müller (* 1971), kanadisch-deutscher Eishockey- und Pokerspieler
- Greg Norman (* 1955), australischer Profigolfspieler
- Greg Oden (* 1988), US-amerikanischer Basketballspieler
- Greg Olsen (* 1985), US-amerikanischer American-Football-Spieler
- Greg Ostertag (* 1973), US-amerikanischer Basketballspieler
- Greg Phillinganes (* 1956), US-amerikanischer Keyboarder
- Greg Poehler (* 1974), US-amerikanischer Schauspieler, Komiker, Produzent und Autor
- Greg Poss (* 1965), US-amerikanischer Eishockeyspieler und -trainer
- Greg Ridley (1947–2003), britischer Rockmusiker
- Greg Sestero (* 1978), US-amerikanischer Schauspieler, Autor, Produzent und Model
- Greg Van Avermaet (* 1985), belgischer Radrennfahrer
- Greg Vaughan (* 1973), US-amerikanischer Schauspieler und Model
- Greg Walters (* 1980), deutscher Schriftsteller
- Greg Wise (* 1966), britischer Schauspieler